# كورت أندرسون (كاتب أغاني)
كورت أندرسون (بالإنجليزية: Curt Anderson)‏ هو كاتب أغاني أمريكي، ولد في 6 يونيو 1984 في إيثاكا في الولايات المتحدة.